# هوشنگ عاشورزاده
هوشنگ عاشورزاده (متولد ۱۳۲۳ در شهر بم) از داستان‌نویسان ایران است.

## تولد و زندگی
او در بم متولد شد. همراه با تغییر محل کار پدرش به کرمان رفت و دوران ابتدایی را در آنجا گذراند. سپس به تهران رفت و دبیرستان و دانشگاه را در آنجا سپری کرد. در دانشگاه شهید بهشتی به تحصیل رشته علوم اجتماعی پرداخت و از آنجا فارغ‌التحصیل شد. تا سال ۱۳۶۱ در روستاهای اطراف تهران به معلمی مشغول شد و سپس این شغل را رها کرد.

## آثار
- این سال‌ها (۱۳۵۸)
- در جنگل (۱۳۵۹) مجموعه داستان برای کودکان
- گل سرخ و باد موزی (۱۳۵۹) مجموعه داستان برای کودکان
- هراسه‌های شب (۱۳۶۱) هنوز چاپ نشده
- قمر در عقرب (۱۳۶۹)
- خانه‌ای پر از گل سرخ (۱۳۸۰)
- چهار تصویر (۱۳۸۱)